# Oxydisia hyperythrella
Oxydisia hyperythrella är en fjärilsart som beskrevs av George Francis Hampson 1901. Oxydisia hyperythrella ingår i släktet Oxydisia och familjen mott. Inga underarter finns listade i Catalogue of Life.